# فرودگاه کاپوئتا
فرودگاه کاپوئتا (به انگلیسی: Kapoeta Airport) یک فرودگاه همگانی، غیرنظامی است که یک باند فرود سنگفرش دارد. این فرودگاه در شهر کاپوئتا، سودان جنوبی کشور سودان جنوبی قرار دارد و در ارتفاع ۶۷۷ متری از سطح دریا واقع شده است.